# Radevormwald
Radevormwald – ortsübliche Kurzform: Rade – gehört zu den ältesten Städten im Bergischen Land in Nordrhein-Westfalen und ist ein Mittelzentrum im Oberbergischen Kreis. Seit dem 24. Juli 2012 trägt Radevormwald offiziell den Titel Stadt auf der Höhe.
Die Stadt Radevormwald ist durch ihre klein- und mittelständischen Unternehmen überwiegend vom Dienstleistungssektor und vom produzierenden Gewerbe geprägt. Im Hinblick auf die Rheinschiene mit den Städten Köln und Düsseldorf im Südwesten sowie die benachbarte bergische Metropole Wuppertal im Nordwesten befindet sich die Stadt in einer Randlage; die Umgebung ist bis auf das benachbarte Remscheid ländlich geprägt. Viele religiöse Gemeinschaften haben hier in den vergangenen Jahrhunderten ihre Heimat gefunden. Ihre Kirchen zeugen von der Vielfalt.
Historische Bauwerke aus vorindustrieller Zeit sind, wie in vielen anderen Orten des Bergischen Landes, nur spärlich erhalten, zumal der letzte, verheerende Stadtbrand von 1802 alle Gebäude innerhalb der Stadtmauern vernichtete. So findet sich im Stadtkern aus der Zeit vor der Katastrophe nur ein 1772 im Rokoko-Stil errichtetes Gartenhaus, das einst vor den Stadtmauern stand und 1986 in den Stadtpark transloziert wurde. Dennoch entspricht der Anblick der großteils über 100 Jahre alten, verschieferten Fachwerkhäuser rund um den Marktplatz und in den umgebenden Gassen durchaus dem klassischen Bild einer historisch gewachsenen bergischen Landgemeinde. Ein dagegen fast singuläres Erscheinungsbild bieten am nordwestlichen Stadtrand die Textilfabriken, wie sie sich samt der um sie gewachsenen Infrastruktur wie Staustufen und Bahnhöfe in die Flussschleifen der hier tief eingekerbten Wupper zwängen. Die imposanten Gebäude aus dunklem Bruchstein suchen allerdings zum Teil schon seit Jahrzehnten nach einer neuen Nutzung. (→ Abschnitt Wupperortschaften)

## Geografie

### Lage
Mit 421 m ü. NHN war der Ort die höchstgelegene Stadt im Regierungsbezirk Düsseldorf. Er liegt seit einer Gebietsreform 1975 im Regierungsbezirk Köln.

### Nachbargemeinden
|           | Wuppertal   | Ennepetal   | Breckerfeld |
| Remscheid |             | Halver      |             |
| Remscheid | Hückeswagen | Wipperfürth |             |

## Einwohnerentwicklung

Einwohnerentwicklung von Radevormwald von 1792 bis 2017 nach nebenstehender Tabelle

| Jahr | Einwohner |
| ---- | --------- |
| 1792 | 4.320     |
| 1807 | 3.429     |
| 1826 | 5.383     |
| 1865 | 8.879     |
| 1900 | 10.446    |
| 1939 | 13.861    |
| 1946 | 17.159    |
| 1961 | 20.957    |
| 1975 | 24.526    |
| 1983 | 23.850    |
| 1990 | 23.762    |

| Jahr | Einwohner |
| ---- | --------- |
| 1995 | 25.720    |
| 2000 | 25.852    |
| 2005 | 25.330    |
| 2010 | [0]23.708 |
| 2011 | 23.616    |
| 2012 | 22.230    |
| 2015 | [0]23.151 |
| 2016 | 22.473    |
| 2017 | 22.428    |
| 2022 | 22.222    |

## Ortschaften und Ortsteile

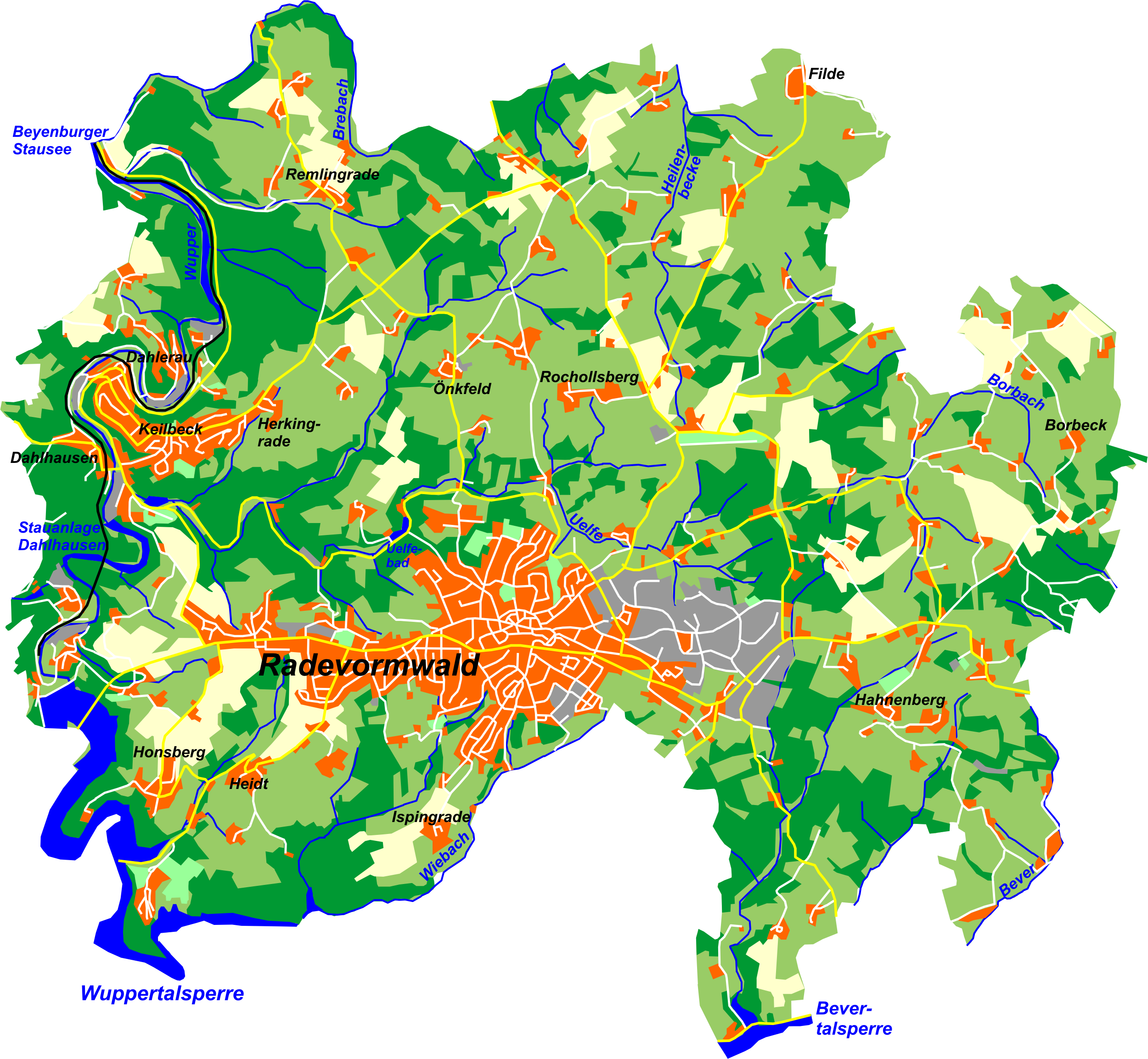
Karte mit den wichtigsten Ortsteilen

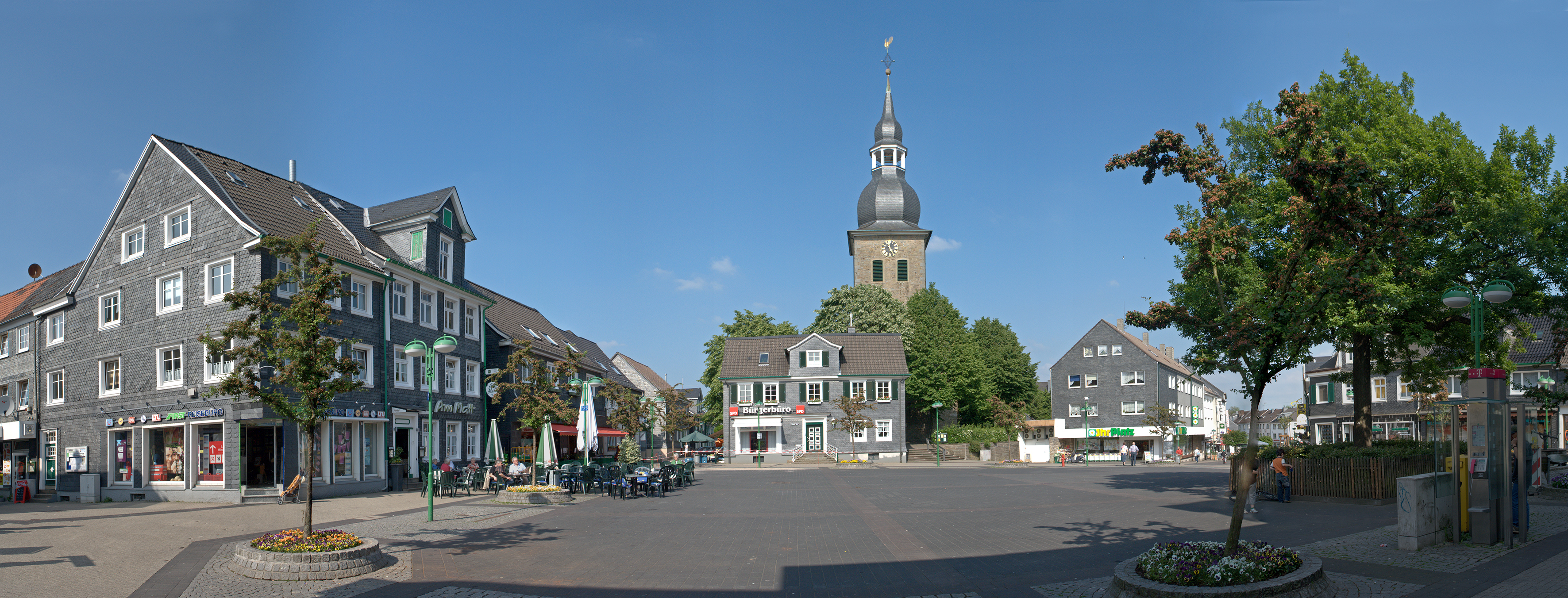
Marktplatz

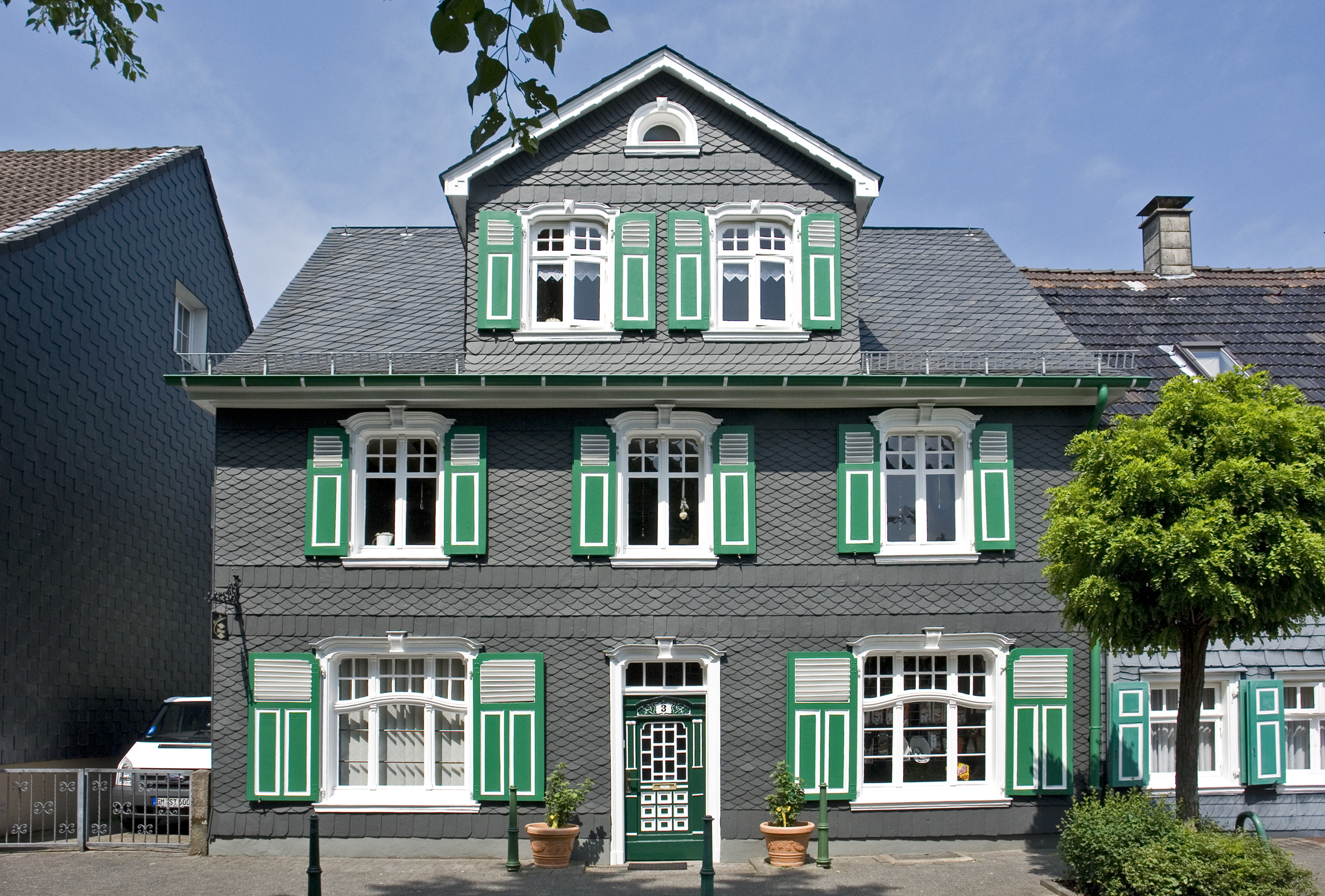
Typisches Bürgerhaus

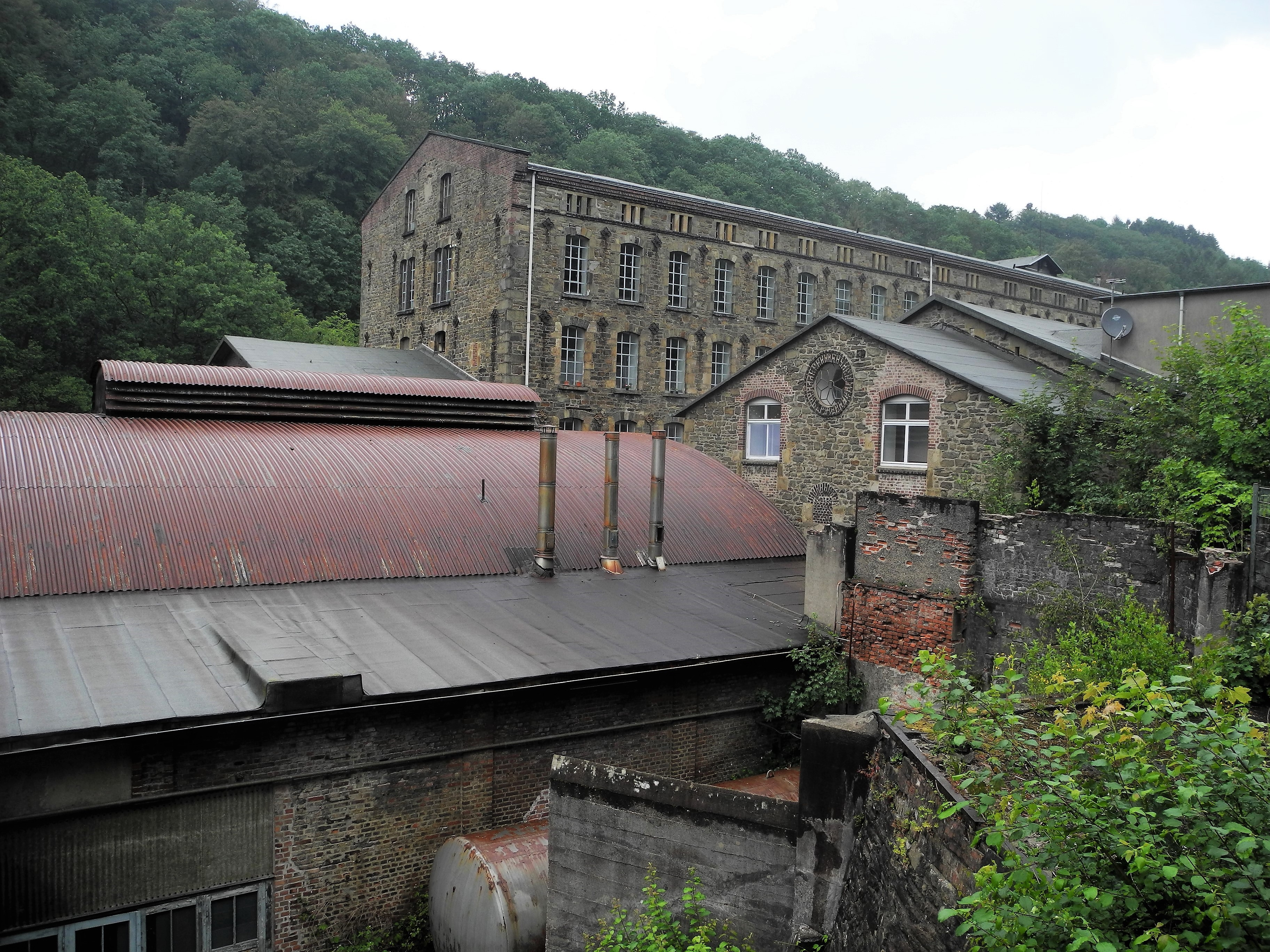
Tuchfabrik Peter Schürmann & Schröder in Vogelsmühle

### Ortschaften
Altendorf |
Altenhof |
Auf’m Hagen |
Beck |
Berg |
Bergerhof |
Birken |
Böhlefeldshaus |
Borbeck |
Born |
Braake |
Brebach |
Brunsheide |
Brunshöh |
Buschsiepen |
Dahlerau |
Dahlhausen |
Diepenbruch |
Dieplingsberg |
Eich |
Eistringhausen |
Erlenbach |
Espert |
Feckinghausen |
Feldmannshaus |
Felsenbeck |
Filde |
Filderheide |
Finkensiepen |
Freudenberg |
Fuhr |
Funkenhausen |
Geilensiepen |
Grafweg |
Griesensiepen |
Grüne |
Grünenbaum |
Grunewald |
Hahnenberg |
Harbeck |
Hardt |
Heide |
Heidersteg |
Heidt |
Herbeck |
Herkingrade |
Hinüber |
Honsberg |
Hönde |
Hönderbruch |
Höltersiepen |
Hürxtal |
Hulverscheidt |
Husmecke |
Im Busch |
Im Hagen |
Im Holte |
Im Kamp |
Im Walde |
Im Wildental |
Im Wiesengrund |
Ispingrade |
Jakobsholt |
Jägershaus |
Kaffeekanne |
Karlshöh |
Karthausen |
Kattenbusch |
Keilbeck |
Kettlershaus |
Klaukenburg |
Knefelskamp |
Köttershaus |
Kottmannshausen |
Kräwinkel |
Krebsöge |
Krebsögersteg |
Kronenberg |
Lambeck |
Lambecker Mühle |
Landwehr |
Langenkamp  |
Leimhol |
Leimholer Mühle |
Leye |
Linde |
Lichteneichen |
Lorenzhaus |
Mermbach |
Milspe |
Möllersbaum |
Nadelsiepen |
Neuenhammer |
Neuenhaus |
Neuenhof |
Niederdahl |
Niedernfeld |
Niederwönkhausen |
Oberbuschsiepen |
Oberdahl |
Oberdahlhausen |
Obergraben |
Obergrunewald |
Oberkarthausen |
Obernfeld |
Obernhof |
Oberönkfeld |
Oberschmittensiepen |
Oberste Mühle |
Oedeschlenke |
Oege |
Önkfeld |
Pastoratshof |
Plumbeck |
Rädereichen |
Rechelsiepen |
Remlingrade |
Rochollsberg |
Scheideweg |
Scheidt |
Schlechtenbeck |
Schmittensiepen |
Schnellental |
Siepen |
Sieplenbusch |
Sondern |
Stoote |
Stooter Mühle |
Studberg |
Tanne |
Uelfe I |
Uelfe II |
Uelfe III |
Uelfe IV |
Ümminghausen |
Umbeck |
Untergraben |
Unterm Busch |
Unterste Mühle |
Vogelshaus |
Vogelsmühle |
Vor der Heide |
Vor der Mark |
Vorm Baum |
Vorm Holte |
Waar |
Walkmüllersiepen |
Wellershausen |
Wellringrade |
Weyer |
Wilhelmstal |
Winklenburg |
Wintershaus |
Wönkhausen |
Zum Hofe
In der Wuppertalsperre versunkene Ortschaften auf dem heutigen Stadtgebiet von Radevormwald waren:

Friedrichsthal |
Nagelsberger Gemarke |
Kräwinklerbrücke |
Wiebachmühle

### Wupperortschaften
Ein Teil des Stadtgebietes wird von der Wupper durchflossen. Dies führte dazu, dass sich in den Ortschaften Dahlerau, Vogelsmühle und Dahlhausen, die im Tal der Wupper liegen und daher von der Bevölkerung Wupperortschaften genannt werden, etliche Textilfabriken ansiedelten. Diese Ansiedlungen nutzten das Wasser zur Energiegewinnung durch Wasserräder und später durch Laufwasserkraftwerke für die eigene Produktion. Mit Errichtung der Arbeiterwohnhäuser durch die Firmen nahm die Bevölkerungszahl in den Wupperortschaften zu. Der Mittelstand siedelte sich an, und vor allem in Dahlerau gab es viele Einzelhandelsunternehmen. Durch den Niedergang der Textilindustrie gegen Ende des 20. Jahrhunderts sowie die gestiegene Mobilität gaben jedoch die meisten Geschäfte in den Wupperorten auf – viele ehemalige Ladengeschäfte werden heute als Wohnhäuser genutzt. Eine Nachnutzung für die Fabrikgebäude zu finden, ist schwierig; die großen Gebäude stehen zum Teil unter Denkmalschutz – und manche seit Jahrzehnten leer. Das Gelände der als letzte in die Insolvenz gefallenen Firma in Dahlerau wurde als „Industriedenkmal europäischen Ranges“ zum Museumsstandort. Die Textilstadt Wülfing trägt diesen Namen, weil um die ehemalige Tuchfabrik „Johann Wülfing & Sohn“ herum eine Stadt en miniature entstanden war. Ihr Zentrum bildet das Wülfing-Museum.

## Geschichte

### Herkunft des Namens
Radevormwald erscheint Ende des 14. Jahrhunderts  als „Rode vur dem walde“ in den Quellen, was Hochdeutsch „Rodung vor dem Wald“ bedeutet. Diese Bezeichnung war notwendig zur Unterscheidung und Abgrenzung von „Roede of der Volmen“, auch „Royde op der Volmen“ genannt, ein Schloss, dass damals im Besitz des Ritters Everhard von Limburg war. Der ältere Name Rotha steht für „Rodung“. Die gerodete Lichtung auf dem 400 m hohen Höhenzug wurde angelegt, um im 6. und 7. Jahrhundert einen befestigten Ort gegen anstürmende Sachsen zu bauen.
Es gab auch die Bezeichnung „Rad/Raad vorm Wald“.

### Erste urkundliche Erwähnung und Stadtrechte
Vermutlich im Jahr 1050 wird der Ort das erste Mal urkundlich erwähnt. Klaus Pampus schreibt in seinem Buch Urkundliche Erstnennungen oberbergischer Orte, dass Radevormwald im Besitz der Reichsabtei Werden war und zu diesem Zeitpunkt Rotha genannt wurde. Im 13. Jahrhundert gehörte das Kirchspiel Radevormwald als Teil des Dekanats Lüdenscheid zum Erzbistum Köln.
Vor dem 14. Jahrhundert waren die Grafen von Berg im Besitz des Hofes und der dazugehörenden Bauerschaft Remlingrade mit einer vom Kirchspiel Radevormwald unabhängigen Kapelle.
Zwischen 1301 und 1304 eroberte Graf Wilhelm I. von Berg das Gebiet des heutigen Radevormwalds von Kurköln und gliederte es daraufhin in dem bergischen Amt Beyenburg ein, wo das Stadtgebiet bis 1806 verblieb. Zur Abgrenzung von dem später märkisch beherrschten ehemaligen kurkölnischen Gebieten nördlich und östlich von Radevormwald wurde vermutlich bereits um 1310 die Bergische Landwehr zwischen der Wupper, Ennepe und der Bever errichtet.
Zwischen 1309 und 1316 verlieh Graf Adolf VI. von Berg zur Festigung seiner Herrschaft dem Ort die Stadtrechte. Die Ansiedlung vor dem Walde ist 1363 in einer Rentverschreibung des Grafen Wilhelm II. von Berg (später Herzog Wilhelm I.) als Stadt bezeichnet. Radevormwald diente unter dem Grafen von Berg als Grenzfeste gegen das märkische Sauerland.
Die Bedeutung von Radevormwald ergibt sich im Vergleich anderer bergischer Städte daraus, dass es zur Einlösung verpfändeter Landesteile des Herzogtums Berg 166,5 Goldgulden zahlte, während z. B. Solingen nur 88, Elberfeld 84,5 und Hückeswagen nur 34,5 Goldgulden aufbrachten.
Im 15. Jahrhundert prosperierte die Stadt. Mauern, Türme und Tore schützten das sich ansiedelnde Gewerbe der Schmiede, Wollweber und Gewandmacher.

### Nach dem Mittelalter
Im 16. Jahrhundert wüteten zwei schwere Stadtbrände. Der erste Brand ereignete sich am 17. Juli 1525. 1571 wurde die Stadt durch ein weiteres Feuer zerstört.
1540 traten das Kirchspiel und die Geistlichkeit der Stadt zur reformierten Konfession über.
Im Jahr 1620 wurde der Ort durch die reformierten Hessen erobert. Radevormwald war im Dreißigjährigen Krieg (1618 bis 1648) zeitweise Hauptquartier und Lager der Spanier und Österreicher unter dem Kommando von Ottavio Piccolomini (einem General Wallensteins). 1635/36 besetzten Holländer und 1638 westfälische Truppen den Ort, 1639 erfolgte erneut die Einnahme durch die Hessen. Alle diese Besetzungen gingen mit Plünderungen und Ausschreitungen gegen die Zivilbevölkerung einher. Diese wurde durch Kriegsfolgen wie Hunger und Krankheit drastisch dezimiert.
Nach dem Westfälischen Frieden 1648 verfolgte der katholische Herzog von Berg Philipp Wilhelm von Pfalz-Neuburg (Regierungszeit 1652 bis 1690) in seinem Herrschaftsbereich Täufer und Mennoniten, so dass viele von ihnen flohen. Ein solcher Flüchtling war 1656 (eine andere Angabe besagte 1650) Adolf von der Leyen aus Radevormwald, der das neue Gewerbe der Seidenweberei nach Krefeld brachte.
Im Jahr 1742 gab es in Radevormwald eine Hungersnot.

### 19. Jahrhundert

Radevormwald 1825

Am 24. August 1802 kam es zum letzten großen Stadtbrand von Radevormwald, der in seinem Verlauf und in seinen Zerstörungen von der Literatur relativ genau dokumentiert ist. 1833 wurde erstmals ein Postkutschenverkehr in die umliegenden Städte aufgenommen und eine Postanstalt eingerichtet. Im Jahr 1850 war Radevormwald Schauplatz eines Streiks der örtlichen Tucharbeiter. Gegen Ende des Jahrhunderts folgte dann die Eisenbahn, denn am 1. März 1886 feierte man die Eröffnung der Strecke Lennep – Krebsöge – Dahlerau – Oberbarmen. Vier Jahre später, am 3. Februar 1890, wurde von Krebsöge ein Abzweig nach Radevormwald eingerichtet. Sämtliche Eisenbahnlinien in der Umgebung der Stadt waren typische preußische Nebenstrecken, die innerhalb eines groß angelegten Entwicklungsprogramm ab 1885 in ganz Deutschland gebaut wurden.
Radevormwald war 46. Station auf der optischen Zeigertelegrafenlinie (1833 bis 1849) von Berlin nach Koblenz. Der Standort des Zeigertelegrafen lag an der heutigen Straße „Am Telegraf“.

### 20. Jahrhundert

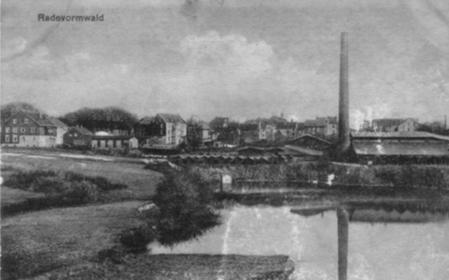
Ziegelei vor Spannagels Teich (1920 abgebrochen)

Im Jahre 1910 gab es zwei wichtige Ereignisse. Mit der Eröffnung einer Eisenbahnstrecke nach Halver wurde das Eisenbahnnetz um Radevormwald komplettiert und am 1. Juli feierte die zweitälteste Jugendherberge der Welt, gleichzeitig die erste im Rheinland, ihre Einweihung.
Zwischen den Weltkriegen entwickelte sich Radevormwald zum Industriestandort. Die ansässigen Betriebe kamen aus zahlreichen Branchen: Schloss-, Feilen-, Fahrrad-, Papier-, Schlittschuh-, Baubeschlagfabriken, Motoren- und Textilindustrie, Kammgarnspinnereien und Tuchfabriken.
Am 26. Mai 1928 stürzte morgens um 8.15 Uhr ein Flugzeug vom Typ Junkers F 13 der Deutschen Lufthansa im Ortsteil Hahnenberg auf der „Schlegelschen Wiese“ ab. Drei Menschen kamen dabei ums Leben. Im November des Jahres 1934 stellte das Gaswerk mit dem Anschluss an eine Ferngasleitung die Eigenproduktion von Stadtgas ein.
1956 wurde ein beliebtes Ausflugsziel, die Wiebachmühle im Wiebachtal, abgerissen. Im Jahr 1957 endete in Bergerhof die Produktion von Bismarck-Zweirädern.

#### Spiel ohne Grenzen
Im Jahr 1970 nahm Radevormwald am Fernsehwettstreit Spiel ohne Grenzen teil und gewann so einen gewissen Bekanntheitsgrad. Mit Heide Rosendahl im Team belegte man im internationalen Finale in Verona den dritten Platz. In Erinnerung ist vielen Zuschauern noch der strömende Regen beim Finale, der den Ausgang des Wettbewerbs zur Lotterie machte.

#### Das Eisenbahnunglück von Radevormwald
Am 27. Mai 1971 kollidierten auf der Wuppertalbahn zwei Züge im Radevormwalder Ortsteil Dahlerau. Bei dem bis dahin folgenschwersten Eisenbahnunfall der westdeutschen Nachkriegsgeschichte starben 46 Menschen, davon 41 Schüler der Radevormwalder Geschwister-Scholl-Schule.

### Ab 1975 – Radevormwald im Oberbergischen Kreis
Am 1. Januar 1975 wurde der Rhein-Wupper-Kreis aufgelöst und Radevormwald dem Oberbergischen Kreis zugeschlagen. Ein Jahr später, am 28. Mai 1976, fand der letzte reguläre Personenverkehr auf der Wuppertalbahn Radevormwald–Krebsöge statt.
Bereits seit den 1950er Jahren wurde der Bau der Wuppertalsperre geplant. Mitte der 1980er Jahre wurden die jahrelangen Vorbereitungen abgeschlossen und mit dem Bau begonnen. Zahlreiche Ortschaften mussten abgerissen werden. 1987 wurde der Staudamm in Krebsöge eingeweiht. Im selben Jahr wurde die Umgehungsstraße der B 229 eröffnet.
Seinem Ruf als Sportstadt versuchte Radevormwald 1990 mit der Einweihung des Stadions am Kollenberg und des Hallenbads „Aquafun“ gerecht zu werden. Diese Bemühungen erlitten 2004 einen Rückschlag, als die Landessportschule geschlossen wurde.

## Religionen

### Religionsgemeinschaften und Kirchengemeinden
Wenn man Stadtansichten von Radevormwald betrachtet, bietet sich eine beachtenswerte Skyline. In einem kleinen Ausschnitt sind vier Kirchengebäude gleichzeitig zu sehen:
- die reformierte Kirche, deren Gemeinde der Evangelischen Kirche im Rheinland angehört,
- die lutherische Kirche, deren Gemeinde ebenfalls der Evangelischen Kirche im Rheinland angehört,
- die Martinikirche, deren Gemeinde der Selbständigen Evangelisch-Lutherischen Kirche angehört,
- und die Pfarrkirche St. Marien der römisch-katholischen Kirchengemeinde.

Weitere christliche Gotteshäuser befinden sich im Ortsteil Remlingrade (evangelische Kirche), am Wallenberg (evangelisch, so genannte Waldkirche, gehört kirchlich zu Lennep) sowie im Ortsteil Dahlerau (eine evangelische und eine römisch-katholische Kirche). Ferner gibt es eine Neuapostolische Kirche und mehrere Freikirchen. In Radevormwald hat die Evangelische Gesellschaft für Deutschland ihren Hauptsitz, ein Gemeinde- und Gemeinschaftsverband, der Mitglied im Gnadauer Verband ist.
In Radevormwald unterhalten zwei muslimische Gemeinden je einen Gebetsraum.
Die Zahl der Kirchenaustritte bei den römisch-katholischen Gemeinden stieg 2021 mit 57 um mehr als Doppelte im Vergleich zum Vorjahr 2020, als es 26 Austritte waren. Die Gesamtzahl der Gemeindemitglieder sank von 5004 im Jahr 2020 auf 4954, das waren etwa 23 % der Gesamtbevölkerung (Stand: 31. Dezember 2021). Die Anzahl der katholischen Gemeindeglieder sank bis Jahresende 2023 auf 4676 (21 % der Gesamtbevölkerung).

### Kirchengeschichte
Die Radevormwalder Kirchengeschichte ist ausgesprochen turbulent. Bis 1651 nutzte die römisch-katholische Gemeinde die Kirche am Markt, wurde dann jedoch von der evangelischen Gemeinde verdrängt. In der Folge spaltete sich die evangelische Gemeinde in eine reformierte und eine lutherische Gemeinde. Nachdem der lutherischen Gemeinde die Nutzung der Kirche am Markt erst erschwert und dann verwehrt worden war, erbaute die lutherische Gemeinde nach langem Streit gegen 1707 eine eigene Kirche an der Burgstraße. Die Streitigkeiten der Gemeinden hielten noch über einhundert Jahre an. So sind aus der ersten Hälfte des 19. Jahrhunderts erhebliche Streitigkeiten um die Friedhofnutzung dokumentiert.
Ab 1848 spaltete sich eine altlutherische Gemeinde von der landeskirchlichen Fraktion ab und erbaute die Martinikirche in der Uelfestraße. Diese Spaltung ging mit erheblichem Streit einher. Die altlutherische Gemeinde wiederum, deren erster Pastor Carl Haver im Januar 1853 – wohl ohne religiöse Motivation – ermordet wurde, spaltete sich vorübergehend nochmals auf, als ein Teil ihrem Pastor Theodor Crome als Michaelisgemeinde in die sogenannte Immanuel-Synode folgte.
Erst im 21. Jahrhundert haben sich die Beziehungen der Gemeinden untereinander entspannt, so dass sie sich in Notlagen gegenseitig unterstützen.
Drei katholische Kapellen wurden profaniert. Die Kapelle in Krebsöge wurde verkauft und zum Wohnhaus umgebaut, die Kapelle St. Gangolf in Bergerhof steht zurzeit leer. Das Inventar wurde nach Polen verschenkt. Die Kapelle St. Maria zur Mühle in Kräwinklerbrücke musste dem Bau der Talsperre weichen.

## Politik

### Stadtrat
Der Stadtrat der Stadt Radevormwald besteht seit 2020 aus 48 Stadtverordneten. Ebenso gehört Bürgermeister Johannes Mans dem Stadtrat als stimmberechtigtes Mitglied an.

### Wappen
| Wappen von Radevormwald | Blasonierung: „Auf silbernem Grund den roten, doppelgeschwänzten, blaugekrönten, blaubewehrten, rechtshin schreitenden, bergischen Löwen, der in der rechten Vorderpranke einen abgewendeten goldenen Schlüssel hält.“ |
| Wappen von Radevormwald | Wappenbegründung: Die Forschung bezüglich der Stadtsiegel führte zu dem Ergebnis, dass dieses frühestens 1309 entstand. Es zeigte bereits den Löwen mit Schlüssel. Daraus entwickelte sich dann das Wappen. Urkundlich bestätigt sollen schon Dokumente sein, die bereits 1316 das Stadtsiegel sigillo oppidi in Rode trugen. Der Löwe im Wappen ist der Löwe der Grafen von Berg. Die Herkunft des Schlüssels ist unklar. Er könnte eine religiöse Bedeutung gehabt haben, aber es wurde auch spekuliert, dass es die Eisenindustrie in der Stadt symbolisiert. |

Das Recht, das Wappen in der jetzigen Form zu führen, wurde der Stadt Radevormwald am 7. November 1934 durch das Reichs- und Preußische Ministerium des Inneren verliehen.

### Flagge und Banner
Die Stadtfarben sind rot-weiß.

„Flagge und Banner der Stadt zeigt die Farben weiß-rot mit dem Wappen Stadtwappen in der Mitte des Tuches.“

### Städtepartnerschaften
- Châteaubriant (Frankreich), seit 1981
- Nowy Targ (Polen), seit 2005

## Kultur und Sehenswürdigkeiten

### Bildung
Die Stadt Radevormwald bietet neben Grundschulen auch weiterführende Schulen an, darunter das Theodor-Heuss-Gymnasium, die Sekundarschule Radevormwald, die Armin-Maiwald-Schule und die Städtische Realschule Radevormwald.

### Museen
- Wülfing-Museum in Dahlerau

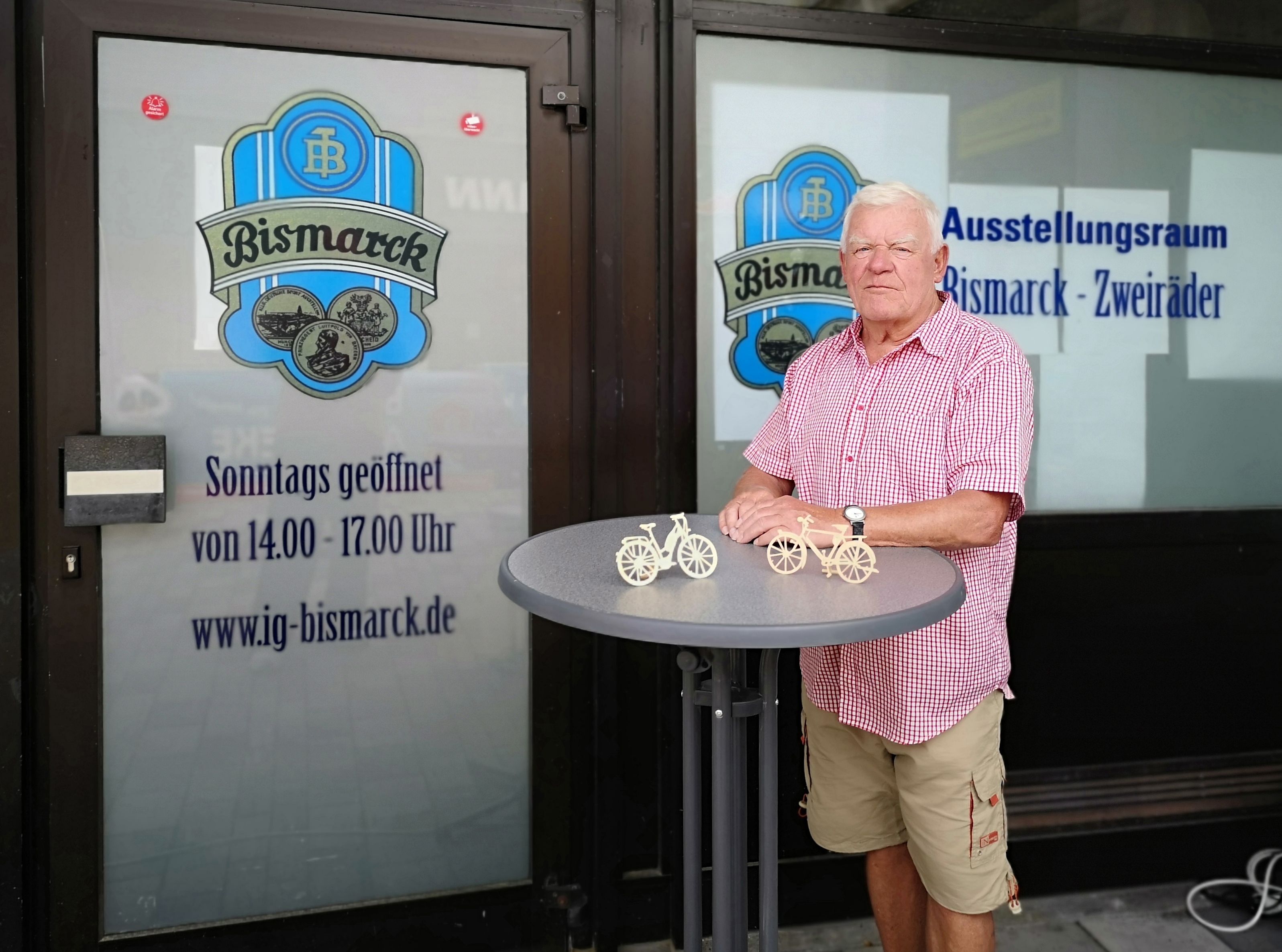
Bernhard Klomfass mit selbstgeschnitzten Bismarck-Rädern

- Das Heimatmuseum Radevormwald in der Hohenfuhrstraße 8 (direkt gegenüber dem Rathaus) zeigt die Geschichte von Radevormwald anhand zahlreicher Ausstellungsstücke und Bilder. Geöffnet ist es jeweils sonntags von 14:30 bis 17:00 Uhr.
- Museumsbahnhof Dahlhausen in Dahlhausen: Die Sammlung befindet sich auf dem Gelände des ehemaligen Bahnhofs des Ortsteiles. Aufgestellt sind Lokomotiven, Personenwagen und Güterwagen. Der Schwerpunkt der Tätigkeiten des Eigentümervereines und seiner 10 aktiven Mitglieder liegt in der Reaktivierung der Eisenbahnstrecke von Krebsöge nach Beyenburg und später nach Wuppertal-Oberbarmen als Museumseisenbahn.
- Das Museum für Asiatische Kunst erstreckt sich auf 500 Quadratmetern über mehrere Ebenen. Rund 200 Exponate werden ausgestellt und bieten eine bunte Mischung aus den verschiedenen Epochen und Regionen Asiens.
- IG Bismarck[19]

### Fremdenverkehr und Ausflugsziele
Radevormwald hat die zweitälteste Jugendherberge (Telegrafenstraße am Kollenberg) der Welt, deren altes Gebäude um einen modernen Anbau ergänzt wurde. Direkt nebenan befindet sich ein Bildungszentrum einer Bank sowie eine evangelische Tagungsstätte mit großer Freifläche und Mehrzweckhalle.
In der Umgebung liegen verschiedene Talsperren und Stauseen, unter anderem die Wuppertalsperre, der Beyenburger Stausee (Drachenboote) und die Bevertalsperre sowie für die Trinkwassergewinnung die Neyetalsperre mit schönem Rundweg (Wipperfürth), die Ennepetalsperre (Breckerfeld), die Heilenbecker Talsperre und die Schevelinger Talsperre.

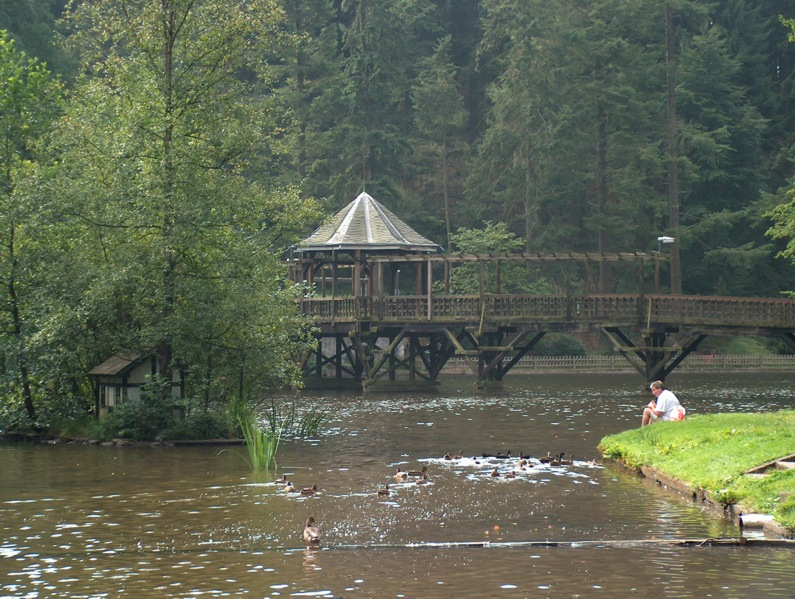
Idylle am Uelfebad (die Brücke wurde inzwischen durch eine neue Konstruktion ersetzt)

- Uelfebad, ehemalige Freibadanlage (im Winter bei entsprechender Witterung eine Natureisbahn) mit Restaurant und Spielplatz. Hier treffen sich die Liebhaber von ferngesteuerten Modellschiffen und -booten, um diese im Uelfebad zu Wasser zu lassen.
- Freizeitanlage Kräwinkel (Spielplatz), guter Startpunkt für Wanderungen und Radtouren um die Wuppertalsperre
- Motocrossanlage (Motorrad) bei Hahnenberg
- Hallenbad (seit dem 4. Juli 2009 als Freizeitparadies unter dem Namen „lifeness“ nach mehrjähriger Umbauphase neu eröffnet)
- mehrere Sportanlagen (u. a. am Kollenberg) und Sportschule
- Der mindestens stündliche Busverkehr zu den Bahnhöfen in Remscheid-Lennep und Wuppertal-Oberbarmen macht Ausflüge zu den Attraktionen und Sehenswürdigkeiten von Remscheid, Solingen, Wuppertal und Düsseldorf möglich.

### Denkmale
- Historisches Rokoko-Gartenhaus im Stadtpark: 1772 erbaut, stand es beim Stadtbrand 1802 vor der Stadtmauer ca. 200 m westlich des späteren Bahnhofs und ist damit das älteste Gebäude der Stadt. Der heutige Standort war nicht der ursprüngliche, es wurde in einer aufwendigen Aktion versetzt.
- Kriegerdenkmal am Kollenberg
- Ehrenmal Auf der Brede
- Kriegerdenkmal im Froweinpark (1998 vom alten Standort ehemaliger Sportplatz Herbeck zum jetzigen Standort überführt)
- Gedenkkreuz für die Opfer des Zugunglücks 1971 auf dem Kommunalfriedhof Am Kreuz
- Gedenkstein und Tafel mit den Namen der 46 Opfer des Zugunglücks 1971 oberhalb der Unglücksstelle an der L 414
- Mondstein im Froweinpark als Erinnerung an die versunkenen Ortschaften in der Wuppertalsperre
- Gedenktafeln am Bürgerhaus für alle, die 1933 im KZ Kemna gelitten haben und andere Opfer des Nationalsozialismus
- Denkmal auf der Nordseite des Schloßmacherplatzes für die Partnerstadt Châteaubriant in Frankreich
- Gedenkstein an den Unternehmer und Feilenfabrikanten Gottlieb Frowein im Froweinpark
- Das Bodendenkmal Bergisch-Märkische Landwehr bildet grob die Grenze zu Ennepetal und Breckerfeld und befestigte vermutlich eine Grenzziehung zwischen sächsischem und fränkischem Gebiet.
- Die städtische Liste der Denkmäler beinhaltet 12 Bodendenkmäler und über 110 Einträge für Baudenkmäler, darunter mehrere Straßenzüge in den Wupperorten.[20]

### Mühlen (auch historische Mühlen)

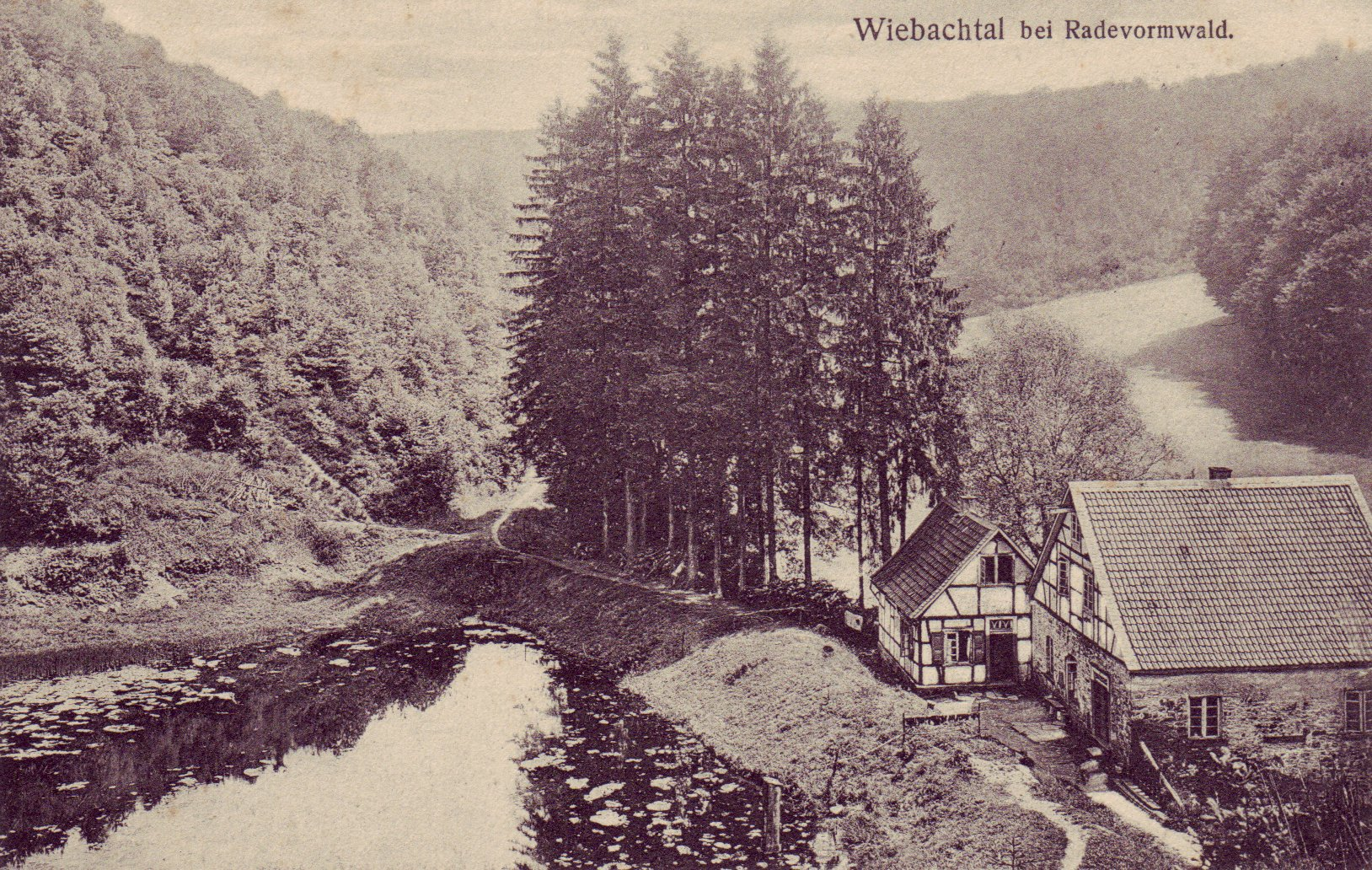
Wiebachmühle (1956 abgerissen)

- Heesmühle (auch: Unterste Mühle): Die frühere Mühle wurde lange Zeit als gastronomischer Betrieb geführt. Reste des Mahlwerks sind noch vorhanden.
- Luhner Mühle: Die heute nicht mehr existierende Mühle lag in unmittelbarer Nachbarschaft zur Leimholer Mühle.
- Leimholer Mühle am Uelfebach: Sie hat ihren Namen vom Ort Leimhol erhalten.
- Lambecker Mühle: Über die Mühle selber ist nichts bekannt. Der Begriff Becke bezeichnet im niederdeutschen Sprachraum einen Bach und findet sich in einer Vielzahl von Fließgewässernamen der Region wieder. Die Ortschaft Lambeck wurde im Jahr 1789 als Langenbeck (= Langer Bach) erwähnt.
- Neuenhammer: Diese Mühle war ein Hammerwerk am Uelfebach. Nur der Ortsname und ein Gebäudeensemble mit einer Forellenzucht ist übrig geblieben.
- Oberste Mühle am Uelfebach: Diese liebevoll restaurierte ehemalige Mühle ist heute ein Gastronomiebetrieb.
- Stooter Mühle: Die Stooter Mühle war eine Getreidemühle an der Bever. Sie wurde 1828 im Urkataster als solche eingetragen und „Stötermühle“ genannt. 1902 wurde die Mühle für den Bau der alten Bevertalsperre abgerissen.
- Vogelsmühle: Eine schon lange nicht mehr existierende Mühle. Im Jahr 1804 gab es in der heutigen Ortschaft Vogelsmühle eine Walkmühle. Sie war damit der Vorläufer für eine sich am Ort entwickelnde Tuchindustrie.
- Wiebachmühle: Lag am Zufluss des Siepenbaches in den Wiebach (Zufluss zur Wupper), und wurde 1956 abgerissen. Der Bereich ist heute von der Wiebachvorsperre überflutet.

### Regelmäßige Veranstaltungen
- Der 1948 gegründete Kulturkreis Radevormwald erstellt jährlich ein Programmangebot an kulturellen Veranstaltungen. Auf dem Spielplan stehen Theaterstücke, Musicals, Kabarett und Konzerte. Diese Veranstaltungen finden im Bürgerhaus Radevormwald statt.
- Das Radevormwalder Stadtfest findet gewöhnlich am 1. Mai-Wochenende statt.
- Das Radevormwalder Schützen- und Heimatfest ist ein fester Bestandteil der Radevormwalder Veranstaltungen.
- Seit einigen Jahren findet im Sommer die Night on Bike statt. Auf einem etwa elf Kilometer langen Rundkurs durch das Bergische Land absolvieren Einzelstarter und Mannschaften in 16 Stunden Renndauer so viele Runden wie möglich.
- Den Abschluss des alljährlichen Sommerferienspaß-Programmes für Kinder und Jugendliche macht stets ein großer Trödelmarkt am letzten Samstag der Ferien. Er findet in der Innenstadt statt. Nur Kinder dürfen dabei Verkäufer sein; professionelle Markthändler sind nicht zugelassen.
- Im September findet die Pflaumenkirmes statt.
- Jeweils am 1. Oktoberwochenende veranstaltet die Kulturgemeinde Önkfeld ein Erntedankfest im Ortsteil Önkfeld.
- Auf der Motocross-Strecke im Ortsteil Hahnenberg veranstalten die Motorsportfreunde (MSF) Kräwinklerbrücke jährlich ein Rennen.
- Heiligabend veranstaltet die Stadt Radevormwald ein Weihnachtssingen auf dem Marktplatz.

### Wanderwege
Das gezeichnete Radevormwalder Wanderwegenetz wird vom Sauerländischen Gebirgsverein (SGV) betreut und umfasst neben 12 örtlichen Rundwanderwegen drei Hauptwanderstrecken und einen Bezirkswanderweg.
- Weiterhin gibt es die Radwege R1 und R3. Als Radweg ist die ehemalige Bahntrasse von Radevormwald in Richtung Wuppertal und Remscheid zu benutzen, wobei der Weg allerdings bei Kräwinkel an der Wuppertalsperre endet.
- Durch den Ort hindurch führt der interregionale Radrundweg Radroute Wasserquintett, ein Projekt im Rahmen der Regionale 2010.

## Wirtschaft und Infrastruktur

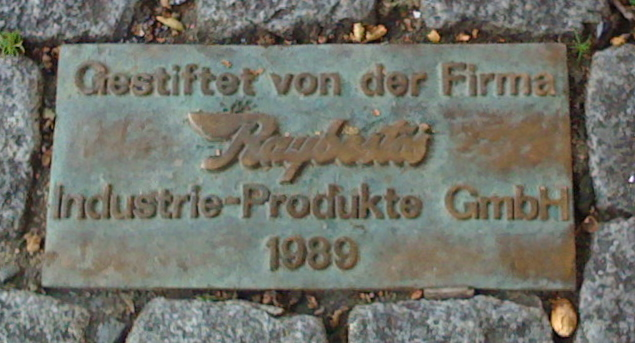
Widmung des Marktbrunnens durch Raybestos

Zu Beginn der Industriellen Revolution war die Textilindustrie in den Wupperorten ein sehr wichtiger Wirtschaftszweig und bewirkte für die Stadt einen erheblichen Aufschwung, bis sie wegen der Globalisierung an Bedeutung verlor. Weltweit war Radevormwald für Hudora-Schlittschuhe, Bismarck-Fahrräder, Rocholl-Schlösser, Stoffe von Wülfing oder Ilse-Wolle der Firma Hardt und Pocorny bekannt, die in der Stadt produziert wurden. Bis auf die Firma Hudora (jetzt in Remscheid) ist keine dieser Firmen mehr am Markt aktiv. Beispielhaft für den Bedeutungsverlust von vielen Firmen innerhalb der Stadt mag die Firma Raybestos sein, deren Radevormwalder Niederlassung noch 1989 den Brunnen für den umgestalteten Marktplatz spendete. 2008 wurden die letzten Reste der Raybestos Fertigungsstätte (bei 51° 11′ 58,4″ N, 7° 21′ 45,7″ O) abgerissen und das Werksgelände ist inzwischen nahezu komplett mit der Siedlung „Kiefernweg“ überbaut. Die durch den Untergang der Textil- und Fahrradindustrie verloren gegangenen Arbeitsplätze konnten durch Ansiedlung neuer Unternehmen im Industrie- und Dienstleistungssektor ausgeglichen werden.
Im Osten der Stadt befindet sich ein ausgedehntes Industriegebiet, auf dem sich einige zumindest deutschlandweit bekannte Unternehmen angesiedelt haben.
Die Arbeitslosenquote belief sich im Februar 2008 auf 6,7 % (NRW 9,0 %; Deutschland 8,6 %).
Unternehmen in der Stadt (Auszug):
- Klaus Kuhn Edelstahlgießerei GmbH
- Mummenhoff (Stammblätter für Diamantwerkzeuge)
- Aldi-Nord (Regionalniederlassung und Zentrallager)
- Gira (Schalter- und Elektroinstallationen)
- Bilora (Kamerastative und Zubehör)
- BLUME-ROLLEN (Förderanlagen, Intralogistik)
- RADO (Gummi, Fluor, Kautschuke, Silikone für die Automobil- und Luftfahrtindustrie)
- GKN Sinter Metals (Metallverarbeitung, Pulvermetallurgie, ist als einziges der genannten Unternehmen nicht im „neuen“ Industriegebiet, sondern ganz klassisch an der Wupper in Krebsöge ansässig)
- Schleuniger GmbH (vollautomatische Crimpcenter für die kabelverarbeitende Industrie)
- Sparkasse Radevormwald-Hückeswagen

Alle genannten Unternehmen (mit Ausnahme von Aldi) haben in Radevormwald ihren deutschen Hauptsitz.

### Verkehr

#### Busverbindungen
Der ÖPNV wird mit Omnibussen abgewickelt; der Ort liegt auf dem Gebiet des Verkehrsverbundes Rhein-Sieg (VRS) an der Grenze zum Verkehrsverbund Rhein-Ruhr (VRR) und der Verkehrsgemeinschaft Ruhr-Lippe (VRL). Auf den Stadtlinien kommt mit Ausnahme der Linie 134 (VRL) der VRS-Verbundtarif zur Anwendung. Auf den Linien nach Wuppertal und Remscheid galt bis 2008 zum Teil die Preisstufe B des VRR sowie an Wochenenden und Feiertagen alle Tickets 2000 des VRR. Verkehrsbetriebe sind die Stadtwerke Remscheid (SR), die OVAG, der BVR – heute DB Rheinlandbus und der Westfalenbus.
Tarif heute: Linie 134 Westfalentarif, in den anderen Bussen der VRS-Tarif.
Am Busbahnhof beginnen folgende Busverbindungen:
- 134 Radevormwald – Halver – Lüdenscheid, Westfalenbus/Bahnbus (VRL);
- 339 Hückeswagen – Radevormwald – Wellringrade – Schlagbaum, VRS, OVAG;
- 626 Radevormwald – Dahlerau – Wuppertal-Oberbarmen (mindestens stündlich) (VRS bis Wuppertal-Beyenburg, Restabschnitt VRR („kleiner Grenzverkehr“)); DB Rheinlandbus; OVAG
- 671 Radevormwald – Remscheid-Lennep (mindestens stündlich), VRS; SR, OVAG.

Andere Startpunkte weisen die folgenden Busverbindungen auf:
- 659 Radevormwald(-Herkingrade) – Dahlerau – Remscheid-Lennep, VRS; SR;
- NE19 Radevormwald – Remscheid Friedrich Ebert Platz, SR-Nachtverkehr auf der Linie 671.

Im Innerortsverkehr und in einigen Außenortschaften verkehrt ein Bürgerbus mit eigenem Tarif und Fahrplan.

#### Autobahnanschluss
- BAB 1 (Köln-Dortmund) über die Anschlussstelle Remscheid (erreichbar über die B 229 in Richtung Remscheid-Lennep) sowie über die Anschlussstellen Lennep und Lüttringhausen
- BAB 45 über die Autobahnauffahrten der Sauerlandlinie in Lüdenscheid und Meinerzhagen

In den 1960er und 1970er Jahren wurde geplant, das Stadtgebiet mit bis zu drei Autobahnen zu durchschneiden. Noch Mitte der 1970er Jahre ging man davon aus, dass sowohl die Bundesautobahn 43 durch das Stadtgebiet verlängert würde, als auch die geplante BAB 54 auf dem Weg von Lennep nach Halver den Stadtkern nördlich umrunden würde.
Ursprünglich sollte die Bundesautobahn 54 (früher teilweise als A 208 bezeichnet) von der niederländischen Grenze bei Brunssum über Puffendorf, Bergheim, Langenfeld, Solingen, Remscheid, Radevormwald, Halver, Lüdenscheid und Werdohl bis nach Plettenberg im Sauerland verlaufen. Der Kreuzungspunkt mit der damals bereits bestehenden Bundesautobahn 45 in Lüdenscheid wäre südlich der heutigen Abfahrt Nr. 13 Lüdenscheid-Nord gewesen. Bis auf zwei Teilstücke, die heutige A 542 und die durch das Solinger Stadtgebiet verlaufende Landesstraße 141n, wurde die A 54 allerdings nie fertiggestellt.

#### Bundesstraßen
Die Hauptverkehrsader ist die B 229, die von Remscheid-Lennep über Radevormwald nach Halver führt. Dabei überquert sie in Krebsöge die Wuppertalsperre. Die B 483 trifft aus Richtung Schwelm bei der Ortschaft Grüne auf die B 229, folgt ihr auf selber Trasse nach Rädereichen und zweigt dort nach Hückeswagen ab.

#### Eisenbahnanbindung
Eine Bahnverbindung (siehe Eisenbahnnetz im Oberbergischen Land) in die Stadtmitte existiert nicht mehr: Die durch Radevormwald führende Wuppertalbahn (Kursbuchstrecke KBS 403) zwischen Wuppertal und Lüdenscheid wurde bis 1979 schrittweise im Personenverkehr stillgelegt; die Gleisanlagen zwischen Halver und Wilhelmstal wurden entfernt. Der Streckenverlauf des demontierten Abschnittes ist aufgrund der alten Bahndämme, des Baumbestandes und der Nutzung als Radweg zur Wuppertalsperre weitgehend noch gut nachvollziehbar. Nur zwischen den Ortsteilen Kräwinklerbrücke und Krebsöge ist der Verlauf der Strecke nicht mehr zu erkennen, da die Trasse in diesem Bereich nach dem Bau der Wuppertalsperre durch das aufgestaute Wasser überflutet wurde. Im Bereich der Stadtmitte verläuft die B 229 über die ehemalige Bahnfläche.
Der Busbahnhof im Zentrum von Radevormwald befindet sich auf dem Gelände des ehemaligen Bahnhofs und der Rocholl-Fabrik. Zum Andenken an den Bahnhof und die Bahnstrecke wurden zwei Formsignale und die Originaluhr des ehemaligen Bahnhofs aufgestellt. Außer diesen und der von Süden zum Busbahnhof führenden Bahnhofstraße weist an dieser Stelle sonst nichts mehr auf die ehemaligen Bahnanlagen hin.
Im Abschnitt bis nach Wuppertal liegen noch die Gleise, welche unter Denkmalschutz stehen. Der öffentliche Zugverkehr wurde ganz eingestellt. Von 2008 bis 2023 bestand die Möglichkeit, die Strecke mit Fahrraddraisinen zu befahren. Ob oder wann es dieses Angebot wieder geben wird, bleibt bis auf weiteres ungewiss. Die Einrichtung einer Museumsbahn nach Wuppertal ist geplant, der erste Teilabschnitt Wuppertal-Rauenthal – Wuppertal-Beyenburg wurde am 8. Februar 2025 feierlich und mit großer Publikumsbeteiligung eröffnet. Am 8. Februar 2010 hatte der Museumsbahnverein Wupperschiene e. V. hierfür u. a. vom Land Nordrhein-Westfalen 500.000 Euro erhalten. 

#### Sonstige Verkehrsmittel
Im Radevormwalder Ortsteil Leye (Wellringrade) befindet sich das Segelfluggelände Radevormwald-Leye. Freizeitkapitäne schätzen die Bevertalsperre und die Wuppertalsperre, deren Wasserflächen auf das Stadtgebiet reichen.

### Medien
Die Tageszeitung Radevormwalder Zeitung ist eine Lokalausgabe des Remscheider General-Anzeiger. Die Rheinische Post ist mit der Bergischen Morgenpost ebenfalls mit einer Lokalausgabe vertreten. Beide Zeitungen betreiben eine Internetausgabe. Zusätzlich sind mit dem „stadtnetz-radevormwald.de“ und „Oberberg-Aktuell.de“ zwei lokale Internetzeitungen vertreten.
Kostenlos erscheinen wöchentlich aus dem RGA-Verlagshaus der informative stadtbezogene Heimatanzeiger (mittwochs) und das regionale Anzeigenblatt Bergischer Anzeiger (donnerstags). Das RS-Anzeigenblatt (mittwochs) wird in Radevormwald verteilt.
Zudem verfügt die Stadt Radevormwald mit ihrem Schulradiosender „THGfm“ auch über ein Bürgermedium gemäß den Anforderungen der Landesanstalt für Medien NRW. Durch Bürgermedien wird in besonderem Maße die lokale Berichterstattung ergänzt.

## Persönlichkeiten

### Persönlichkeiten, die in Radevormwald geboren wurden
- Adolf von der Leyen (1624–1698), Unternehmer
- Friedrich Reinshagen (1784–1854), Verwaltungsbeamter, Bürgermeister und Landrat
- August Philipp Ottokar Meyer (1835–1904), Arzt
- Reinhard Möller (1855–1927), Kirchenjurist
- Franz Rudolf Bornewasser (1866–1951), Bischof von Trier
- Fritz Hardt (1873–1959), Unternehmer und Ehrenbürger der Stadt (siehe Wülfing-Museum)
- Adolf Wolters (1891–1962), Landesrat beim Provinzialverband Westfalen und Landschaftsverband Westfalen-Lippe
- Theodor Barner (1895–1990), evangelischer Theologe und Superintendent
- Josef Stauder (1897–1981), Regisseur und Intendant
- Friedhelm Eicker (1927–2022), Professor
- Gerd Feldhoff (1931–2024), Opernsänger
- Suitbert Ertel (1932–2017), Psychologe und Professor
- Gerd Osenberg (* 1937), Leichtathletiktrainer
- Christoph Specht (1938–2019), Motocrossfahrer
- Vera Dedanwala (1943–2023), Politikerin
- Jürgen Fliege (* 1947), evangelischer Pfarrer, Fernsehmoderator und Publizist
- Frank Dornseif (* 1948), Bildhauer
- Volker Anding (* 1950), Regisseur
- Wolfgang Killing (* 1953), Leichtathletiktrainer
- André Stocki (* 1962), Fußballspieler
- Guido Assmann (* 1964), römisch-katholischer Priester, Dompropst am Kölner Dom, Generalvikar des Erzbischofs von Köln
- Olaf Wunder (* 1964), Journalist
- Christina Falkenroth (* 1967), lutherische Pfarrerin und Musikerin
- Andreas Büngen (* 1982), Schauspieler
- Martin Alexander Becker (* 1987), Schachspieler
- Ernst-Rainer Bisterfeld, Sportler (Motorboot-Weltmeister)

### Persönlichkeiten, die mit der Stadt in Verbindung stehen
- Johann Heinrich Jung-Stilling (1740–1817), u. a. Staatsrechtler und Schriftsteller, heiratete hier 1771 seine erste Ehefrau
- Gottlieb Frowein (1827–1907), Unternehmer im Ortsteil Bergerhof
- Fritz Przetak (1911–2004), Fußballer, TUS Radevormwald
- Heide Ecker-Rosendahl (* 1947), Leichtathletin; aufgewachsen in Radevormwald
- Wilfried Trott (* 1948), Amateur-Straßen-Radrennfahrer; aufgewachsen in Radevormwald
- Dieter Ferner (* 1949), Fußballspieler (Torwart) und Trainer, spielte in seiner Jugend beim TuS Radevormwald
- Peter Frese (* 1953), Judoka, 1999–2019 Präsident des Deutschen Judo-Bundes (DJB); aufgewachsen im Ortsteil Krebsöge und in Remscheid
- Wolfram Faust (* 1964), Kanute, Drachenbootsportler; aufgewachsen in Radevormwald